# Rudyard Spencer
Rudyard Conrad Spencer (* 3. Februar 1944 in Grange Hill, Westmoreland) ist ein jamaikanischer Politiker der Jamaica Labour Party (JLP). Er war von September 2007 bis Januar 2012 Gesundheitsminister (Minister of Health) Jamaikas.

## Leben
Spencer besuchte das Medgars College und studierte Industrial Relations an der Cornell University in den USA.
Spencer ist Präsident der Bustamante Industrial Trade Union (BITU). Zuvor hatte er bereits verschiedene weitere Ämter in der Gewerkschaft inne, so war er unter anderem Vizepräsident, Senior Negotiating Officer und Spezialist der BITU für die Vertretung der Interessen der Arbeitnehmer im Finanzsektor. Er war auch Direktor der Jamaica Confederation of Trade Unions. Als Mitglied des Caribbean Congress of Labour ist Spencer auch auf internationaler Ebene für die Gewerkschaftsbewegung aktiv gewesen. Er ist ehemaliger Vorsitzender des vereinigten BITU/JLP-Komitees.
In der Jamaica Labour Party war Spencer zeitweise Deputy Chairman und übte weitere hohe Parteiämter aus. 
Im Jahr 1993 wurde Spencer zum Senator ernannt, von 1995 bis 1997 war er Oppositionsführer im Senat. Bei der Parlamentswahl 2002 wurde er als Kandidat der Jamaica Labour Party für den Wahlkreis South East Clarendon ins Repräsentantenhaus gewählt. Bei der Wahl am 3. September 2007 gewann er seinen Wahlkreis mit größerem Vorsprung als zuvor und konnte seinen Parlamentssitz verteidigen. Die JLP errang bei dieser Wahl die Mehrheit und bildete die neue Regierung. Spencer wurde von Premierminister Bruce Golding zum Gesundheitsminister ernannt und am 14. September vereidigt. Er schied am 6. Januar 2012 aus dem Ministeramt, nachdem die JLP bei der Wahl am 29. Dezember 2011 der PNP unterlegen war.
Im Jahr 1995 wurde ihm der Order of Distinction verliehen. 